# Dattelzwetschge
Dattelzwetschge sinónimo: en España Ciruela Datilera es el nombre de una variedad cultivar de ciruela (Prunus syriaca). 
Una variedad de Prunus domestica var. domestica cultivada, que fructifica regularmente y es muy productiva. Lleva el nombre de "Ciruela Datilera" o "Ciruela Dátil", por la forma de los frutos extremadamente alargados y piel dorada como los dátiles.
Pertenece al grupo de ciruelas alemanas antiguas de la herencia. Esta variedad fue la elegida por la asociación de pomólogos como la variedad de fruta de huerto del año 2003, en los estados federados de Baden / Württemberg. Tolera la zona de rusticidad delimitada por el departamento USDA, de nivel 5.

## Sinonimia
- "Ungarische Zwetsche",
- "Türkische Zwetsche",
- "Österreichische Pflaume",
- "Säbelpflaume",
- "Rösser",
- "Lange Zwetschge",
- "Heselwanger Zwetschge".

## Historia
En 2003, la asociación estatal para el cultivo de frutas, jardines y paisajes en Baden-Württemberg nombró la ciruela datilera como fruta de huerto del año  para llamar la atención sobre la disminución de este cultivo . Alguna vez fue común en toda Europa Central, pero ahora está en fuerte declive ya que la fruta es demasiado pequeña para el comercio. En el área de Tübingen, sin embargo, todavía se ofrece en los mercados de frutas.  Otra razón dada para no ser particularmente adecuada para el cultivo comercial es que no se puede almacenar.
La ciruela 'Dattelzwetschge' es una de las antiguas variedades de ciruela. Ya fue descrito en 1776 por Johann Prokop Mayer en su libro de texto de tres volúmenes sobre variedades de frutas "Pomona Franconica", que contó con ilustraciones de libros botánicos de Wolfgang Adam de Nuremberg. Allí también encontrarás una primera ilustración de ella.
La ciruela 'Dattelzwetschge' probablemente proviene de Hungría o Turquía. Parece haber diferentes características de la variedad: las ciruelas violeta y roja tienen una forma similar, pero difieren un poco en cuanto al color de la fruta y el tiempo de maduración.  El contenido de azúcar es del 16% (60-70 grados Öchsle ).  Como una nueva raza que utiliza variedades de frutas antiguas, también se menciona el 'Dattelzwetschge' bávaro : "Su bonita piel con puntos rojos en el lado soleado recuerda a las ciruelas mirabel".
Hay varias afirmaciones sobre el tiempo de cosecha de las ciruelas 'Dattelzwetschge'. La mayoría de las variedades deberían madurar entre principios y mediados de agosto.  Johann Prokop Mayer, quien se refirió a las plantas cultivadas en el "Hofgarten de Würzburg", incluso escribió desde mediados de julio. BUND Lemgo declara mediados de septiembre para la ciruela púrpura,  y un proveedor comercial incluso declara octubre para una planta injertada.
Johann Prokop Mayer ya apreciaba esta variedad temprana: "La pulpa es de color amarillo dorado, chaleco [sic], dulce, con un sabor delicioso y se desprende del hueso. Esta ciruela, que se puede contar entre las buenas frutas, ya madura a mediados de julio.”  La asociación estatal para la fruticultura, el jardín y el paisaje en Baden-Württemberg llama al sabor “vino agradable y dulce”,  según Netzwerk Streuobst Filderstadt, las frutas tienen un sabor jugoso y aromáticamente dulce.
En Heselwangen, un distrito de Balingen en el distrito de Zollernalbkreis, existe la peculiaridad de que la ciruela roja 'Dattelzwetschge' (llamada "Lange Zwetschge" o "Heselwanger Zwetschge" por los lugareños)  todavía es común allí, mientras que su stock ahora se ha reducido, disminuyó drásticamente en la mayor parte de Baden-Württemberg.

## Características
'Dattelzwetschge' árbol de crecimiento medio crecimiento esparcido. El árbol robusto es adecuado para el cultivo de árboles frutales. Una característica especial es que a los árboles sin injertar les gusta formar muchos estolones, de modo que se pueden desarrollar setos enteros de ciruelas. Tiene un tiempo de floración que comienza a partir del 20 de abril con el 10% de floración, para el 25 de abril tiene una floración completa (80%), y para el 6 de mayo tiene un 90% caída de pétalos.
'Dattelzwetschge' tiene una talla de fruto pequeño a mediano; forma del fruto agudamente puntiagudos hacia ambos extremos,  particularmente alargados y estrechos y ligeramente curvados como un sable, algo aplastado en ambos polos, ligeramente asimétrico, con la sutura poco visible, con línea de color indefinido, grisáceo o verdoso, transparente, situada en una depresión muy suave, más acentuada en el polo pistilar; epidermis cuya piel es lisa, brillante, poco pruinosa, con la pruina blanquecina muy fina, no se aprecia pubescencia, color amarillo dorado con manchas o estrías longitudinales de color verde, chapa variable rosa ciclamen con manchitas rojo carmín vivo, a veces solo estas manchas o totalmente sin chapa, punteado abundante, menudo, blanquecino, prácticamente sin aureola.
Carne de color amarillo calabaza, firme, crujiente, medianamente jugosa, con sabor poco azucarado, muy refrescante y agradable. .